# Malthonica anhela
Malthonica anhela là một loài nhện trong họ Agelenidae.
Loài này thuộc chi Malthonica. Malthonica anhela được Paolo Marcello Brignoli miêu tả năm 1972.